# Vranovice-Kelčice

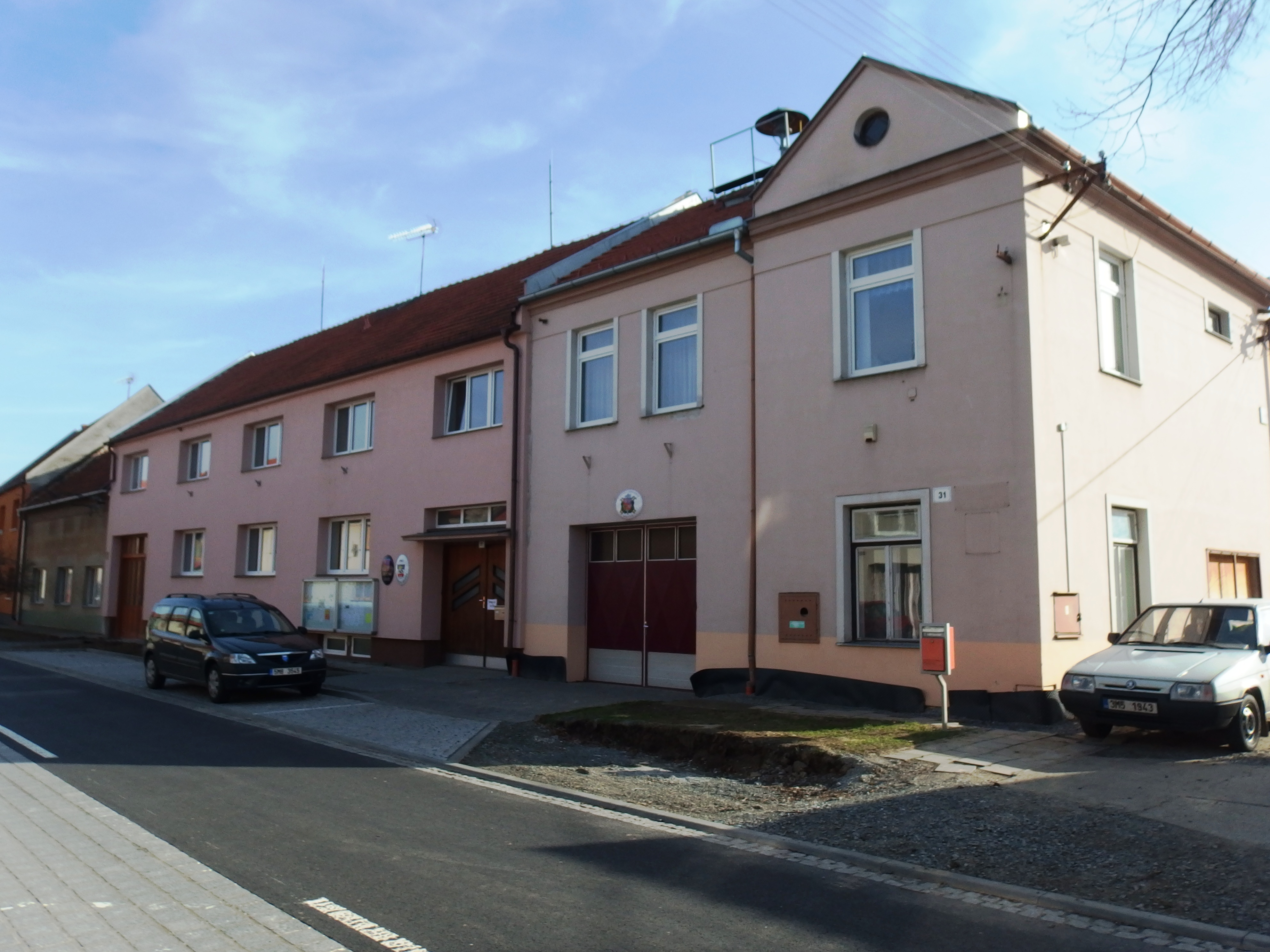
Gemeindeamt Kelčice

Vranovice-Kelčice ist eine Gemeinde in Tschechien. Sie liegt acht Kilometer südlich von Prostějov und gehört zum Okres Prostějov. Die Gemeinde wurde 1964 durch Zusammenschluss von Kelčice und Vranovice gebildet.

## Geographie
Vranovice-Kelčice befindet sich am Bach Kelčický potok in der Obermährischen Senke (Hornomoravský úval). Im Südosten erhebt sich die Předina (313 m. n.m.). Zwischen den Ortsteilen Kelčice und Vranovice verläuft die Autobahn D 46, dort befindet sich auch die Abfahrt 16 Vranovice-Kelčice.
Nachbarorte sind Žešov im Norden, Výšovice im Nordosten, Vřesovice im Osten, Pivín im Südosten, Dobrochov im Süden, Otaslavice im Südwesten, Vincencov im Westen sowie Dětkovice im Nordwesten.

## Geschichte
Die erste gesicherte schriftliche Erwähnung von Kelčice erfolgte 1258, als das Bistum Olmütz das Dorf dem dortigen Domkapitel überschrieb. Kelčice blieb bis zur Mitte des 19. Jahrhunderts immer ein Obedienzgut des Olmützer Domkapitels.
Vranovice wurde 1337 als Besitz des Filip von Vranovice erstmals erwähnt. Seit dem 16. Jahrhundert gehörte das Dorf zu den Gütern der Stadt Proßnitz.
Nach der Aufhebung der Patrimonialherrschaften bildeten Kelčice und Vranovice ab 1850 zwei eigenständige Gemeinden im Gerichtsbezirk Proßnitz. Ab 1869 gehörten beide Gemeinden zum Bezirk Proßnitz.
Im Jahre 1964 wurden beide Dörfer zu einer Gemeinde Vranovice-Kelčice fusioniert. Zu Beginn der 1970er Jahre erfolgte zwischen Kelčice und Vranovice der Bau der Schnellstraße R 46. Beim Zensus von 2001 lebten in den 197 Häusern der Gemeinde 593 Personen, davon 304 in Kelčice (98 Häuser) und 289 in Vranovice (99 Häuser).

## Gemeindegliederung
Die Gemeinde Vranovice-Kelčice besteht aus den Ortsteilen Kelčice (Keltschitz) und Vranovice (Wranowitz), die zugleich auch Katastralbezirke bilden.

## Sehenswürdigkeiten
- Kirche der hl. Kunigunde in Vranovice
- Kapelle des hl. Bartholomäus in Kelčice
- Hügel Předina (313 m. n.m.) mit Sendeturm des Tschechischen Rundfunks und Aussichtstürmchen Štátula
- Naturreservat Blátka, westlich von Vranovice am Kelčický potok